# Recsk
Recsk je vas na Madžarskem, ki upravno spada pod podregijo Pétervásárai Županije Heves.